# 韦斯特夸蒂尔
韦斯特夸蒂尔（格罗宁根方言：Westerketier）是荷兰格罗宁根省的一个市镇，由前市镇赫罗特哈斯特、莱克、马勒姆和泽伊德霍伦于2019年1月1日合并而成。该市镇位于同名的地区韦斯特夸蒂尔（Westerkwartier，意为“西区”），是格罗宁根省人口第二大市镇（61464人）。   

## 名称
市镇的名称与地区的名称“韦斯特夸蒂尔”（Westerkwartier）相同。因此，关于名称选择的讨论很少。市议会于2017年确定了名称并同时规划了市镇。